# The Bridgespan Group
O Bridgespan Group é uma organização sem fins lucrativos dos Estados Unidos sediada em Boston, Massachusetts, que fornece consultoria de gestão para organizações sem fins lucrativos e para filantropos. Além de consultoria, a Bridgespan disponibiliza estudos de caso gratuitamente em seu site e publicações.
A Bridgespan foi lançada em 1999 por Thomas Tierney, ex-diretor administrativo da Bain & Company, o professor Jeffrey Bradach, da Harvard Business School, e Paul Carttar, ex-vice-presidente da Bain & Company. A organização recebeu apoio substancial da Bain, com a qual mantém um relacionamento próximo.

## História
O grupo Bridgespan nasceu do desejo da Bain & Company de expandir seu apoio a organizações sem fins lucrativos. A ideia começou fazendo trabalhos pro bono ocasionais para organizações sem fins lucrativos. O consultor da Bain, Thomas Tierney, esteve envolvido com trabalhos sem fins lucrativos desde os anos 1980, mas depois de se tornar diretor administrativo mundial, Tierney começou a concentrar sua atenção em consultoria para instituições de caridade. Entre 1995 e 1999, foram realizados três estudos sobre o mercado sem fins lucrativos. O estabelecimento de uma concentração da indústria foi considerado e rejeitado, e em vez disso foi tomada a decisão de criar uma entidade aliada, mas ainda independente, chamada Grupo Bridgespan.
Em 1996, o co-fundador Jeff Bradach, professor de negócios e ex-consultor da Bain, ingressou na empresa. Em 1998, o cofundador Paul Carttar, também ex-consultor da Bain, ingressou na empresa. Tierney apresentou a ideia de formar a Bridgespan aos seus sócios em 1999. Ele enfatizou seu desejo de uma parceria contínua com a Bain, que geraria benefícios. A Bain concedeu à Bridgespan uma bolsa de um milhão de dólares durante os primeiros três anos, além de apoio administrativo e vários funcionários emprestados. A organização também foi inicialmente apoiada por doações da Fundação Bill & Melinda Gates, da Fundação William e Flora Hewlett, da Fundação Edna McConnell Clark e da Atlantic Philanthropies.
O Bridgespan foi assessor da Fundação Bill & Melinda Gates, da Fundação Ford e da Bloomberg Philanthropies.

## Operações atuais
O site do Grupo Bridgespan está organizado em vários centros de aprendizagem, com foco em aspectos específicos da gestão de organizações sem fins lucrativos, como contratação, estratégia e financiamento. O site é interativo e inclui acesso gratuito a recursos como artigos, podcasts, vídeos, sessões de perguntas e respostas, bem como vários estudos de caso. O site também apresenta um quadro de empregos online.